# Stefan Simon (Rechtsanwalt)
Stefan Simon (* 12. September 1969) ist ein deutscher Rechtsanwalt und Steuerberater. Seit 1. August 2020 ist er ein Vorstand der Deutschen Bank.

## Leben
Simon absolvierte ein Jurastudium an der Universität zu Köln und promovierte dort 1998 mit einer Arbeit über Autonomie im Völkerrecht. Er ist mit einer Schweizerin verheiratet und hat vier Kinder. Er wohnt in der Schweiz.

## Karriere
Simon wurde am 20. Juni 1997 als Rechtsanwalt und 2001 als Steuerberater zugelassen. Bis 2016 war er Partner bei der Bonner Kanzlei Flick Gocke Schaumburg, wo er Fälle im Gesellschafts- und Wirtschaftsrecht, insbesondere Restrukturierungen und Unternehmensakquisitionen, bearbeitete. Vorwürfe des Unternehmers Willi Balz, Simon hätte als Anwalt in Zusammenhang mit dem Insolvenzverfahren der Windreich GmbH eigene Interessen verfolgt, blieben folgenlos.
Simon lehrt seit 2008 als Honorarprofessor an der Universität Köln. Er ist Mitbegründer und -herausgeber der Fachzeitschrift Der Konzern.
Ab August 2016 war Simon Mitglied des Aufsichtsrats der Deutschen Bank und leitete dessen Integritätsausschuss. Seit 1. August 2020 ist er Chief Administrative Officer der Deutschen Bank und für die Beziehungen zu den Aufsichtsbehörden und die Rechtsabteilung verantwortlich.

## Werke
- Autonomie im Völkerrecht: ein Versuch zum Selbstbestimmungsrecht der Völker, 2000, Nomos-Verl.-Ges., ISBN 978-3-7890-6828-7, zugleich Diss.
- Umwandlungsrecht: Gestaltungsschwerpunkte der Praxis (gemeinsam mit Heribert Heckschen), Heymann, 2003, ISBN 978-3-452-25207-4.
- GmbHG: Gesetz betreffend die Gesellschaften mit beschränkter Haftung, Kommentar, herausgegeben von Markus Gehrlein, Manfred Born und Stefan Simon, fünf Auflagen 2012–2020, ISBN 978-3-452-29642-9.